# Општина Харау (Хунедоара)
Харау (рум. Hărău) општина је у Румунији у округу Хунедоара.
Oпштина се налази на надморској висини од 391 m.